# Clay Tucker
Clay Jowan Tucker (ur. 14 czerwca 1980 w Limie) – amerykański koszykarz, grający na pozycjach rzucającego obrońcy lub niskiego skrzydłowego. 
W 2007 ustanowił rekord strzelecki D-League, zdobywając 51 punktów w jednym ze spotkań.
6 stycznia 2018 został zawodnikiem argentyńskiego Estudiantes Concordia.

## Osiągnięcia
Na podstawie, o ile nie zaznaczono inaczej.
NCAA
- Uczestnik turnieju NCAA (2003)
- Mistrz turnieju Horizon League (2003)
- MVP turnieju Horizon League (2003)
- Zaliczony do I składu:
  - Horizon League (2002, 2003)
  - turnieju Horizon League (2003)
  - defensywnego Horizon League (2002, 2003)

Drużynowe
- Mistrz WBA (2004)
- Wicemistrz Rosji (2008)
- Zdobywca pucharu Rosji (2008)
- Finalista pucharu:
  - Ukrainy (2009)
  - Hiszpanii (2011)

Indywidualne
- MVP:
  - miesiąca ACB (grudzień 2010)
  - kolejki ACB (17 – 2009/2010)
- Zaliczony do składu honorable mention D-League (2006, 2007)
- Uczestnik meczu gwiazd:
  - D-League (2007)
  - ligi tureckiej (2016)
- Lider:
  - strzelców ligi włoskiej (2008)
  - D-League w przechwytach (2007)
- Zawodnik tygodnia D-League (4.12.2006)